# براكاش جها
براكاش جها (بالهندية: प्रकाश झा؛ بالإنجليزية: Prakash Jha) هو كاتب سيناريو ومنتج أفلام ومخرج هندي، ولد في 27 فبراير 1952 في غرب شامبران في الهند.

## وصلات خارجية
- الموقع الرسمي
- براكاش جها على موقع IMDb (الإنجليزية)
- براكاش جها على موقع ألو سيني (الفرنسية)
- براكاش جها على موقع أول موفي (الإنجليزية)
- براكاش جها على موقع قاعدة بيانات الأفلام السويدية (السويدية)
- براكاش جها على موقع قاعدة بيانات الفيلم (الإنجليزية)
- براكاش جها على موقع كينوبويسك (الروسية)